# Синяк (гриб)
Гиропор синеющий, или Гиро́порус сине́ющий (лат. Gyróporus cyanéscens) — вид трубчатых шляпочных грибов рода Гиропор (Gyroporus) семейства Гиропоровые (Gyroporaceae).
Синониимы: синяк, гиропор берёзовый.

## Описание

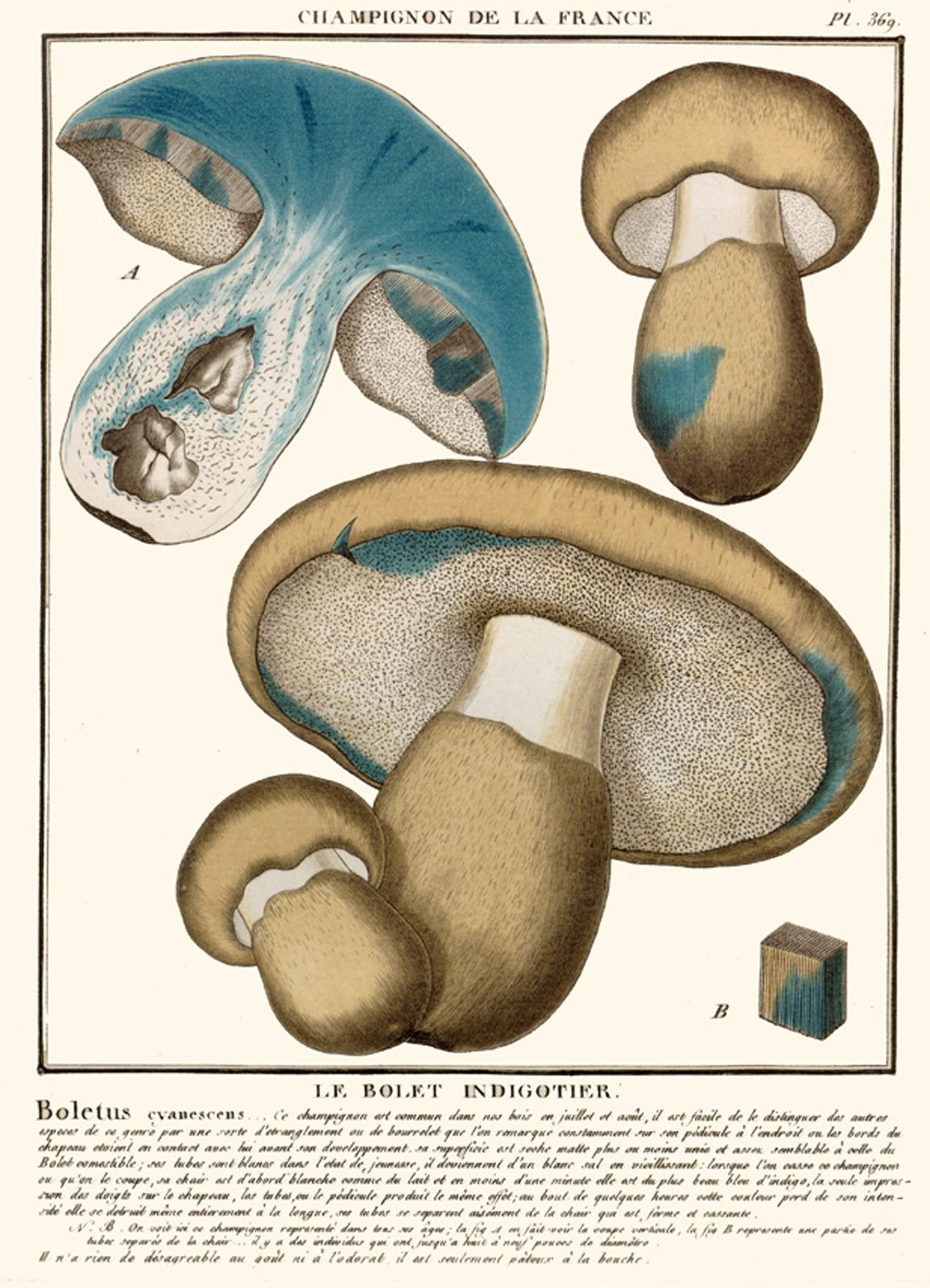
Иллюстрация Ж. Бюйяра

Шляпка диаметром 5—15 см, от выпуклой до плоской, соломенно-жёлтая, буро-жёлтая или серовато-коричневая, синеет при надавливании. Кожица матовая, бархатистая, сухая. 

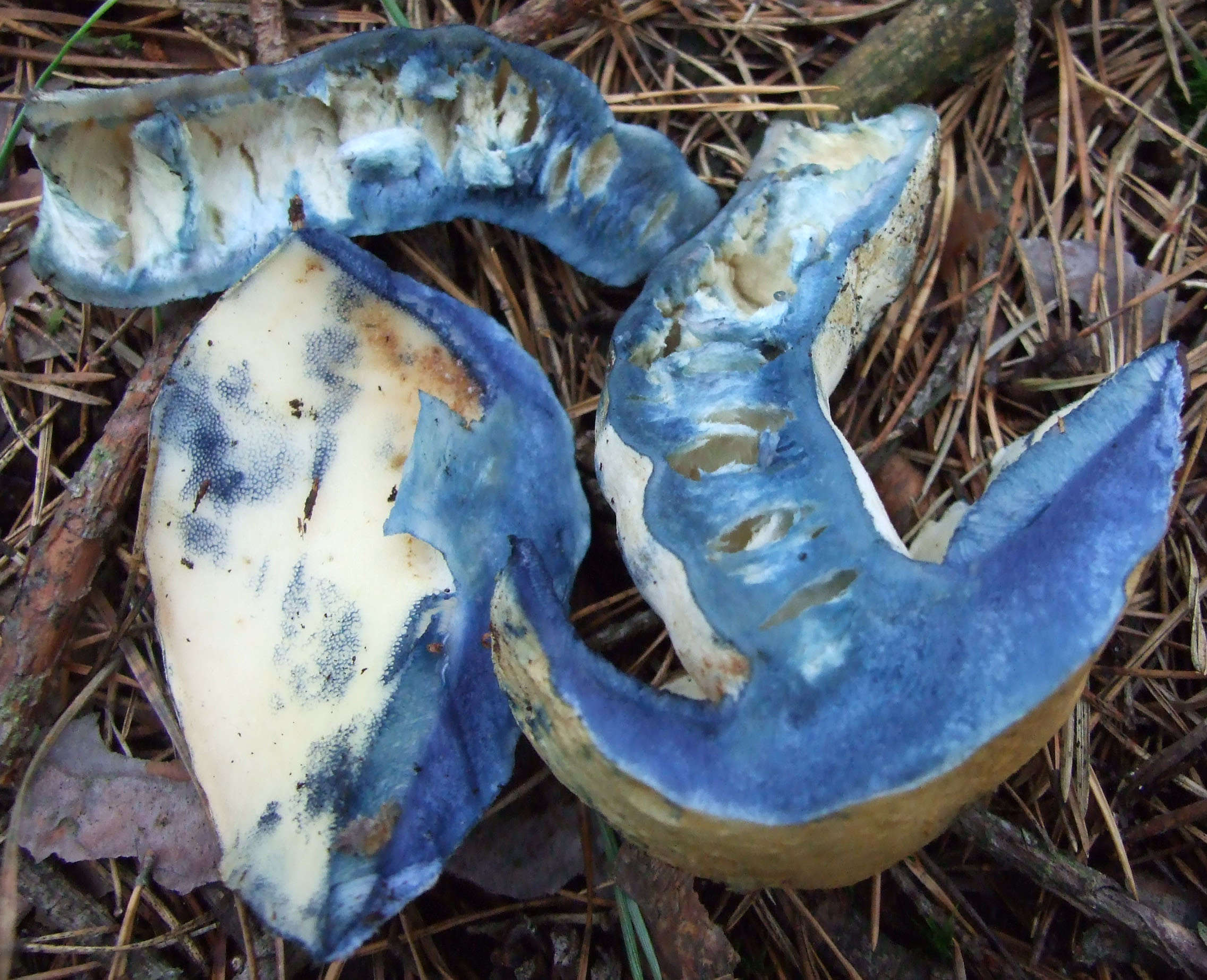
В разрезе

Мякоть компактная, ломкая, белая или кремовая, на изломе приобретает характерный васильково-синий цвет, чем хорошо отличается от других синеющих болетовых (которые становятся тёмно-синими, вплоть до почти чёрного цвета). Вкус и запах приятные.
Ножка у основания утолщённая, вначале с ватообразным наполнением, потом — полая или с пустотами, цвет близкий к цвету шляпки или белый, длина 5—10 см, толщина 1,5—3 см. 
Трубочки свободные, длиной 5—10 мм, сначала (у молодого гриба) белые, у более старого — соломенно-жёлтые, при надавливании на них остаются синие пятна. Поры мелкие, округлые.
Споровый порошок бледно-жёлтый. Споры 10 × 5 мкм, эллипсоидальные.

### Изменчивость
Цвет шляпки может варьировать от кремово-белого до оливково-жёлтого.

## Экологияи распространение
В лиственных и смешанных лесах, обычно под берёзами, с которыми образует микоризу. Встречается также под каштанами и дубами. Произрастает, как правило, на песчаных почвах. Широко распространён в северной умеренной зоне, встречается местами часто, но на большей части территории России очень редок. Был включён в Красную книгу России, исключён из неё в 2005 году.
Сезон: июль — сентябрь.

## Сходные виды
Гиропорус каштановый (каштановик), который не синеет на изломе.

## Употребление
Съедобен, не имеет горьковатого вкуса, свойственного гиропорусу каштановому, и поэтому считается значительно более ценным грибом. Пригоден для сушки, применяется для приготовления соусов. Не похож на ядовитые грибы.

## Химический состав
Из гриба извлечён антибиотик болетол — один из пигментов трубчатых.